# Weckrieden
Weckrieden ist ein Stadtteil von Schwäbisch Hall im gleichnamigen Landkreis im Nordosten Baden-Württembergs.

## Geographie
Die früher selbstständige Gemeinde Weckrieden liegt knapp zwei Kilometer nordöstlich der Stadtmitte von Schwäbisch Hall auf der Haller Ebene, auf dem rechten, nordwestlichen Hang des Wettbachs, der nach Passieren des kleinen, inzwischen fast mit Schwäbisch Hall zusammengewachsenen Weilers in seine steile und nicht sehr lange Muschelkalkschlucht vor seiner Mündung in den Kocher weiter im Westen eintritt. Am Ort zieht die L 2218 aus Hall in Richtung Crailsheim dicht vorbei, Alttrasse der B 14, die ihn auch erschließt. Weckrieden zeigt mit vielen Obstwiesen im Weichbild einen noch sehr ländlichen Aspekt und besitzt einen eigenen kleinen Friedhof auf der Hügelhöhe, von wo sich ein weiter Ausblick über das abwärtige Kochertal hinweg in Richtung Gailenkirchen und auf die dahinter ansteigenden Waldenburger Berge bietet.

## Geschichte
Bereits in der Jungsteinzeit war das Gebiet des Ortes besiedelt. Mehrere Siedlungsplätze aus jener Zeit sind auf der Gemarkung nachgewiesen.
Im Jahr 1296 wurde Weckrieden erstmals erwähnt in einer Kaufurkunde über einen Güterverkauf dreier Brüder aus der Familie derer von Vellberg, in der ein Ritter Ulrich von Weckrieden als Zeuge genannt wurde. Herrschaftsrechte über den Ort hatten neben Haller Bürgerfamilien auch die Schenken von Limpurg.
Gegen Ende des 16. Jahrhunderts hatte die Reichsstadt Hall die meisten Güter des Dorfes erworben und konnte so die Grundherrschaft über den Ort ausüben. Dadurch wurde Weckrieden Teil des Haller Landterritoriums und war dem hällischen Amt (In der) Schlicht unterstellt.
Nach Auflösung der Reichsstadt und Übernahme der Haller Landgebiete durch Württemberg im Jahr 1802 gehörte die Gemeinde zum neu gegründeten württembergischen Oberamt Hall, aus dem im Jahr 1934 der Kreis Hall und im Jahr 1941 der Landkreis Schwäbisch Hall hervorging.
Im Jahr 1849 wurde das Gebiet der Gemeinde Weckrieden erheblich verkleinert und nur noch auf die Gemarkung des Hauptortes reduziert. Die bisherigen Teilorte Altenhausen, Ramsbach, Veinau und Wolpertsdorf wurden von Weckrieden nach Tüngental umgemeindet. Bühlerzimmern kam zur Gemeinde Geislingen.
Am 1. Januar 1972 wurde Weckrieden dann selbst in die Stadt Schwäbisch Hall eingemeindet.